# 6784 Bogatikov
A 6784 Bogatikov (ideiglenes jelöléssel 1990 UN13) a Naprendszer kisbolygóövében található aszteroida. Ljudmila Ivanovna Csernih fedezte fel 1990. október 28-án.